# Glaslyn
Glaslyn es un pueblo canadiense situado en la provincia de Saskatchewan.

## Superficie
Glaslyn tiene una superficie de 1,91 km².

## Demografía
En 2021, tenía 353 habitantes, una densidad poblacional de 185,2 hab./km², y 180 viviendas.